# Bassa Bresciana centrale
La Bassa bresciana centrale è una regione pianeggiante che si colloca in una posizione centrale nella parte meridionale della Provincia di Brescia. 
Confina a nord con l'hinterland della città di Brescia e a sud con la provincia di Cremona. È attraversata da nord a sud dal fiume Mella che sfocia a sua volta nel fiume Oglio, confine naturale con la provincia cremonese.

## Territorio e comuni
Comprende 26 comuni e una popolazione di circa 103.000 persone, distribuita su un'area di 412 km².
In ordine per popolazione (Valori ISTAT al dicembre 2023):
| Stemma | Comune                 | in dialetto Bresciano | Popolazione ab. | Superficie km² | Densità ab./km² | Altitudine m s.l.m. |
| ------ | ---------------------- | --------------------- | --------------- | -------------- | --------------- | ------------------- |
|        | Manerbio               | Manèrbe               | 13.484          | 27,88          | 471             | 64                  |
|        | Verolanuova            | Erölanöa              | 8.076           | 25,76          | 311             | 64                  |
|        | Pontevico              | Puntíc                | 7.013           | 29,21          | 237             | 55                  |
|        | Torbole Casaglia       | Turbole Casaì         | 6.441           | 13,44          | 470             | 112                 |
|        | Quinzano d'Oglio       | Quinsà                | 6.231           | 21,45          | 285             | 65                  |
|        | Dello                  | Dèl                   | 5.671           | 23,32          | 237             | 84                  |
|        | Borgo San Giacomo      | Borgh San Giàcom      | 5.515           | 29,53          | 182             | 74                  |
|        | Capriano del Colle     | Cavreà                | 4.797           | 13,97          | 331             | 92                  |
|        | San Paolo              | San Pàol              | 4.443           | 18,82          | 236             | 77                  |
|        | Offlaga                | Oflaga                | 4.123           | 23,03          | 176             | 74                  |
|        | Verolavecchia          | Erölaecia             | 3.812           | 21,06          | 178             | 68                  |
|        | Lograto                | Logràt                | 3.792           | 12,43          | 299             | 113                 |
|        | Azzano Mella           | Asà                   | 3.509           | 10,57          | 314             | 95                  |
|        | Mairano                | Mairà                 | 3.478           | 11,53          | 299             | 96                  |
|        | Pralboino              | Pralbuì               | 2.813           | 17,16          | 163             | 47                  |
|        | Pavone del Mella       | Paù                   | 2.730           | 11,61          | 231             | 54                  |
|        | San Gervasio Bresciano | San Gervàs            | 2.674           | 10,50          | 249             | 57                  |
|        | Bassano Bresciano      | Basà                  | 2.327           | 9,42           | 245             | 65                  |
|        | Barbariga              | Barbariga             | 2.321           | 11,34          | 201             | 81                  |
|        | Alfianello             | Alfiànel              | 2.287           | 13.75          | 174             | 48                  |
|        | Brandico               | Brandìc               | 1.732           | 8,38           | 200             | 99                  |
|        | Milzano                | Milsà                 | 1.725           | 8,49           | 205             | 49                  |
|        | Cigole                 | Sìgole                | 1.487           | 9,93           | 149             | 56                  |
|        | Corzano                | Corsà                 | 1.439           | 12,3           | 114             | 101                 |
|        | Seniga                 | Seniga                | 1.432           | 13,57          | 106             | 48                  |
|        | Longhena               | Longhéna              | 564             | 3,57           | 162             | 91                  |

## Infrastrutture e trasporti
È situata in una zona definita strategica per i suoi collegamenti con il resto del nord Italia e quindi dell'Europa. In particolare è servita longitudinalmente dall'autostrada A21 e dalla ferrovia Brescia-Cremona, mentre in direzione est-ovest è servita dalla SS668 Lonato-Orzinuovi.